# 佔領巴格達 (1534年)
1534年的巴格達戰役是鄂圖曼-波斯戰爭之1532年-1555年戰事的一部分，該戰役由鄂圖曼帝國的蘇萊曼大帝從薩非帝國塔赫玛斯普一世的領土中佔領巴格達。該城市在沒有任何抵抗的情況下被鄂圖曼佔領，而薩法維方已然逃離，促使該城市無人防守：這意味著鄂圖曼將可掌控兩河流域及其國際區域貿易。隨著之後的1546年占領巴士拉後，即代表鄂圖曼帝國迎來最終勝利的重要一步，並獲得了美索不達米亞下游、幼發拉底河和底格里斯河的河口，開闢往波斯灣方向之貿易出口。爾後，鄂圖曼軍隊便留在那裏過冬直到1535年，同時監督遜尼派和什葉派宗教聖地的重建和農業灌溉項目；後來蘇萊曼返回康士坦丁尼耶，並留下強而有力的駐軍。在接下來的幾十年裡，鄂圖曼鞏固了對該地區的控制，並將其納入帝國版圖，直到1623年被波斯再次奪回。

## 註腳
1. ↑  Jaques, Tony.  1: A–E. Westport, Connecticut: Greenwood Press. 2007: 95. ISBN 0-313-33537-0.
2. 1 2 3  . London: Marshall Cavendish. 2006: 193. ISBN 0-7614-7571-0.
3. ↑  Masters, Bruce Alan. . New York: Facts on File. 2009: 280, 428. ISBN 0-8160-6259-5.
4. ↑  Matthee, Rudolph P. . Cambridge, UK: Cambridge University Press. 1999: 17. ISBN 0-521-64131-4.